# Kaninchen (Loriot)
Kaninchen ist ein Zeichentrickfilm-Sketch des deutschen Humoristen Loriot. In ihm wird ein Wissenschaftler interviewt, der für die Umwandlung einer Frau in ein Kaninchen den Nobelpreis erhalten hat.
Der Trickfilm wurde erstmals in der vierten Folge der Fernsehreihe Cartoon gezeigt, die im November 1967 im Deutschen Fernsehen ausgestrahlt wurde. Es war Loriots erster Trickfilm, der ein Interview zeigte, ein Motiv, das er im Folgenden häufiger aufgriff. Der Text des Sketches erschien erstmals 1971 in gedruckter Form und wurde seitdem in mehrere Sammelbände Loriots aufgenommen.

## Handlung
Zu sehen sind Professor Mutzenberger, der ein weißes Kaninchen auf dem Arm hält, und Chefreporter Rösner. Mutzenberger hat für die erste gelungene Umwandlung einer Frau in ein Kaninchen den Nobelpreis erhalten. Wie er berichtet, gelang es ihm 1953, den Kopf einer Postangestellten auf ein Kaninchen zu verpflanzen. Die Frau arbeitete weiter bei der Post, heiratete ein Wildkaninchen und lebe heute in einer Zoohandlung in Heidelberg. Nur von kurzen Einwürfen Rösners unterbrochen, beschreibt Mutzenberger seine Motivation für diese Umwandlungen. Die Frau als solche sei in ihrer derzeitigen Form überholt, außerdem herrsche zum einen ein Frauenüberschuss, zum anderen ein Mangel an hochwertigen Kaninchen. Zudem sei es allgemein bekannt, dass 70 Prozent der verheirateten Männer lieber mit einem Kaninchen als mit ihrer Frau zusammenleben würden.
Auf Rösners Nachfrage stellt Mutzenberger das Kaninchen auf seinem Arm als die Ehefrau des Aufsichtsratsvorsitzenden der Duisburger Rohstahl AG vor. Rösner will daraufhin vom Professor erfahren, wie man richtige Kaninchen von umgewandelten Frauen unterscheiden könne. Beide reden dabei aneinander vorbei und die Frage bleibt ungeklärt. Stattdessen fragt Rösner nun nach Mutzenbergers Ehefrau, die sich für die ersten Versuche zur Verfügung gestellt hatte. Diese verliefen, so Mutzenberger, jedoch sehr unbefriedigend. Sie bekam nur kräftige Schneidezähne, große Ohren und einen Puschelschwanz, für den sie dann ein Loch in ihre Kleidung geschnitten hätten.  

## Produktion und Veröffentlichung

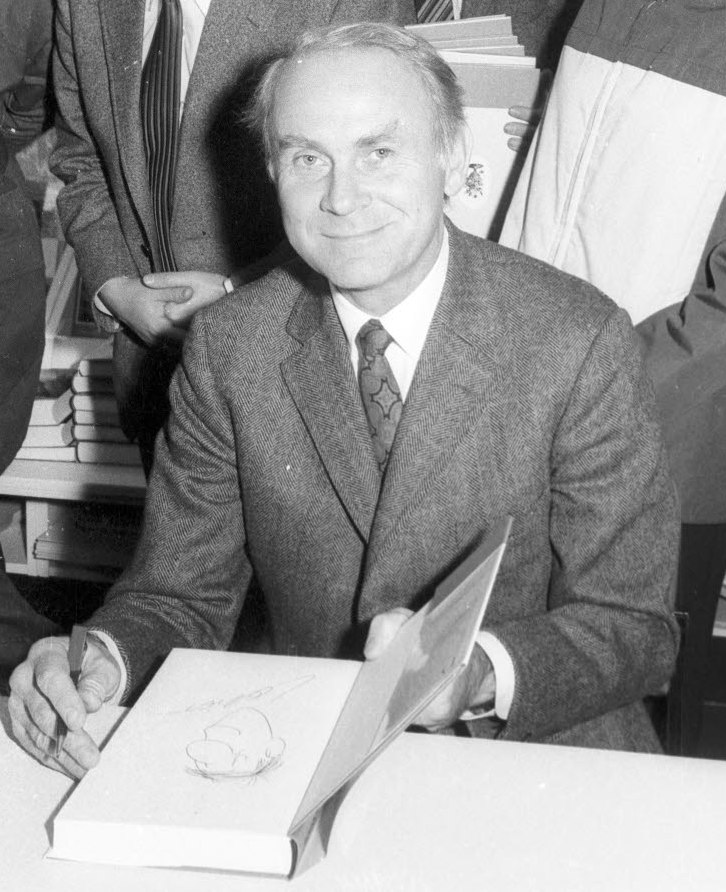
Loriot 1969 bei einer Autogrammstunde in Kiel

Ab 1967 moderierte Loriot die vom Süddeutschen Rundfunk produzierte Sendereihe Cartoon, laut Untertitel der ersten Sendung „[e]in Streifzug quer durch den gezeichneten Humor“. Neben der Moderation trug Loriot von Beginn an auch eigene Trickfilme bei. Zunächst produzierte er sie mit einer vom Sender geliehenen Kamera, später kaufte er sich eine eigene. Mit welcher Kamera Kaninchen produziert wurde, ist nicht bekannt.
Kaninchen war Teil der vierten Folge von Cartoon, die am 30. November 1967 im Deutschen Fernsehen ausgestrahlt wurde. Wie in fast allen seiner Trickfilme synchronisierte Loriot Rösner und Mutzenberger selbst. In seiner Ansage für den Film stellt Loriot den Frauenüberschuss als bedrückendes Problem dar, das auch durch die Umwandlung einiger Frauen in Männer nicht gelöst werden konnte. Das Verfahren Professor Mutzenbergers habe dies aber ermöglicht, der Nobelpreis sei deshalb eine angemessene Würdigung seines Lebenswerks. Der Reporter Rösner berichte direkt von der Verleihung in Stockholm.  
Zusammen mit den Texten weiterer Cartoon-Trickfilme erschien der Text von Kaninchen 1971 in Loriots Kleine Prosa. Die Ansage Loriots ist darin dem Sketchtext vorangestellt. Der Inhalt des Buchs wurde 1973 in dem Sammelband Loriots Heile Welt aufgenommen. Der Text von Kaninchen ist auch Teil weiterer Sammelbände Loriots. 2007 erschien der Film Kaninchen gemeinsam mit Loriots Ansage in der DVD-Sammlung Loriot – Die vollständige Fernseh-Edition erstmals auf einem Bildtonträger.  

## Einordnung
Die Trickfilme, die Loriot vor Kaninchen für Cartoon produziert hatte, zeigten stets nur eine Person, die eine Rede hielt. In Kaninchen war nun erstmals ein Dialog zu sehen. Die gezeigte Interview-Situation entwickelte sich in der Folgezeit zu einem Grundmotiv von Loriots Trickfilmarbeit. In der siebenten Folge von Cartoon war mit Der Familienbenutzer der nächste solche Sketch zu sehen, diesmal mit einem Interview einer Unternehmerin; einige weitere folgten. Auch in Loriots nächster Sendereihe Loriot wurde mit Studiointerview und Der sprechende Hund das Motiv wieder aufgegriffen, in denen erneut Wissenschaftler interviewt wurden. Typisch für diese Loriotschen Interviewsituationen ist die scheiternde Kommunikation zwischen den Interviewpartnern, die auch in Kaninchen zu sehen ist. Scheiternde Kommunikation prägt auch viele andere Trickfilm- und Realfilm-Sketche Loriots.
Zwei in Cartoon gezeigte Sketche variieren die Aussagen Mutzenbergers zu Männern und Frauen. Im Trickfilm Mondgestein, ausgestrahlt im Oktober 1969, werden die Rollen der Geschlechter vertauscht. Darin berichtet ein Wissenschaftler von der Entdeckung sehr kleiner Menschen auf einem Stück Mondgestein. Er kommt zu dem Schluss, 120.000 dieser Mondbewohner seien ein passender Partner für eine Erdbewohnerin, da sie zusammengestellt mit bloßem Auge sichtbar seien, aber nicht als störend empfunden würden. Im Realfilm-Sketch Professor E. Damholzer aus dem August 1972 wird explizit auf den Inhalt von Kaninchen verwiesen. Zwar sei Mutzenbergers Versuch, den Frauenüberschuss zu reduzieren, zu begrüßen, hätte aber zu einer Kaninchenplage geführt. Stattdessen schlägt der titelgebende Professor, gespielt von Loriot, eine Verkleinerung der Frauen vor, da man sie bei einer Größe unter 10 Zentimetern auch in Massen nicht mehr als Belästigung betrachte.

## Ausgaben (Auswahl)
Bildtonträger
- Loriot – Die vollständige Fernseh-Edition. Warner Home Video, Hamburg 2007, DVD Nr. 1.
- Loriots große Trickfilmrevue. Salzgeber, Berlin 2023, DVD/Blu-ray.

Tonträger
- Loriots Heile Welt. Deutsche Grammophon, Hamburg, 1978, Schallplatte.
- Loriot. Litera, Ost-Berlin, 1988, Schallplatte.

Bücher
- Loriots Kleine Prosa. Diogenes, Zürich 1971, ISBN 3-257-20013-7, S. 79–81.
- Loriots Heile Welt. Diogenes, Zürich 1973, ISBN 3-257-01649-2, S. 138–140.
- Das Frühstücksei. Diogenes, Zürich 2003, ISBN 3-257-02081-3, S. 189–191.
- Gesammelte Prosa. Diogenes, Zürich 2006, ISBN 978-3-257-06481-0, S. 277–280.